# Městská knihovna Český Brod
Městská knihovna Český Brod je příspěvková organizace města Český Brod. Je základní veřejnou knihovnou zajišťující veřejné knihovnické a informační služby obyvatelům Českého Brodu a okolí. Knihovna sídlí v budově Staré radnice čp. 1.

## Služby knihovny
Knihovna nabízí absenční výpůjčky knih, časopisů, audioknih pro děti a dospělé, prezenční výpůjčky a shromažďování regionální literatury. Umožňuje rovněž meziknihovní výpůjční službu. Knihovna provozuje online katalog, kde je možné online prodloužení, rezervace či objednání dokumentu. V budově knihovny je wi-fi připojení. Knihovna nabízí reprografické služby (černobílý tisk či kopírování z materiálů knihovny). Knihovna se podílí na organizaci kulturních a vzdělávacích pořadů, jako jsou knihovnicko-informační besedy pro mateřské a základní školy, Týden knihoven, Odpoledne s Andersenem nebo Březen – měsíc čtenářů.

## Historie knihovny
Historie knihovny začala v roce 1888, kdy byl z podnětu redaktora Jozefa Miškovského ustaven v Českém Brodě „odbor ku zřízení knihovny obecné“, který ve zvláštním provolání z 1. března toho roku adresovaném veřejnosti a spolkům uvedl: „Obecní zastupitelstvo královského města Českého Brodu, uznávajíc obecní knihovnu za důležitý pramen k šíření všeobecné vzdělanosti, usneslo se jednomyslně na tom, v zdejším městě obecní knihovnu, jež by byla veškerému občanstvu přístupna, zaříditi.“ V roce 1904 fond knihovny tvořilo 938 titulů (1116 svazků). Knihovníkem byl místní učitel Josef Šik.
V období 1. světové války byla knihovna uzavřena. Knihy byly umístěny ve vlhké místnosti v Občanské záložně a většina byla zničena plísní. Po válce byl v roce 1919 vydán zákon o veřejném knihovnictví, podle něj byla zajištěna každoroční dotace městské knihovny a došlo k její obnově.
V roce 1960 byla knihovna přestěhována do prostor bývalého okresního soudu v budově Staré radnice.
V letech 1991–1997 provozovala knihovna ve svých prostorách také prodejnu knih, antikvariát a doplňkový prodej obrazových miniatur. Do roku 1995 také zajišťovala funkci střediskové knihovny pro patnáct knihoven v okolních obcích.
V roce 1995 byl pro knihovnu pořízen první počítač, což byl začátek počítačového zpracování knihovního fondu.
V roce 1997 kvůli havarijnímu stavu stropu čtenáři z bezpečnostních důvodů neměli půl roku do knihovny přístup a k půjčování knih sloužila vstupní hala; v roce 1998 došlo k opravě stropu a částečné rekonstrukci prostor knihovny.
V roce 1999 vznikla dvě počítačová pracovní místa pro veřejnost a byl vytvořen první elektronický katalog knihovny, obsahující přírůstky od roku 1995 a postupně pak doplňovaný. Knihovna také obdržela dotaci Ministerstva kultury ČR na zřízení vytáčeného internetového připojení. V roce 2000 už měla knihovna první webové stránky.
V roce 2001 byl v oddělení pro děti spuštěn automatizovaný knihovní systém LANius, v roce 2004 byl spuštěn i v oddělení pro dospělé. V roce 2008 knihovna přešla na ze systému LANius na systém Clavius.
Při příležitosti 130. výročí vzniku knihovny byly v roce 2018 vytvořeny nové webové stránky a logo knihovny. V roce 2019 byl zaveden automatizovaný knihovní systém Tritius.